# Carl Adolph Heinrich Hess
Carl Adolph Heinrich Hess, född 1769 i Dresden, död den 3 juli 1849 i Wilhelmsdorf vid Wien, var en tysk målare och kopparstickare.
Hess var en förträfflig hästmålare. År 1788 blev han ledamot av akademien i Wien, dit han flyttade 1800. Till hans främsta arbeten räknas De uralska kosackernas marsch. Många av sina målningar har han själv raderat.